# Ethmia pyrausta
Ethmia pyrausta is een vlinder uit de familie grasmineermotten (Elachistidae). De wetenschappelijke naam is voor het eerst geldig gepubliceerd in 1771 door Pallas.
De soort komt voor in Europa.